# Перегінський замок
Перегíнський за́мок (Замок Гедеона Балабана) — об'єкт культурної спадщини в селищі Перегінське, Івано-Франківської області. Споруда заснована українським церковним та політичним діячем Гедеоном Балабаном наприкінці XVI — початку XVII століття.

## Історія
Наприкінці XVI століття єпископ Галицький, Львівський і Кам'янець-Подільський Гедеон Балабан виступив з претензіями до Польського уряду з приводу власності на маєтки в селищі Перегінське. Польска шляхта і рицарство одержували від короля в дарунок землі в Україні та будували свої садиби. Садиби відрізнялись від селянських хат архітектурою і розмірами, та були сильніше захищені. Гедеон Балабан збудував замок в Перегінську незадовго до своєї смерті.

## Архітектура

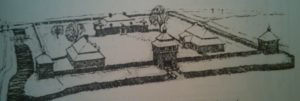
Схема фортеці в XVIII столітті. Рів та палісад навколо нього донині не збереглися

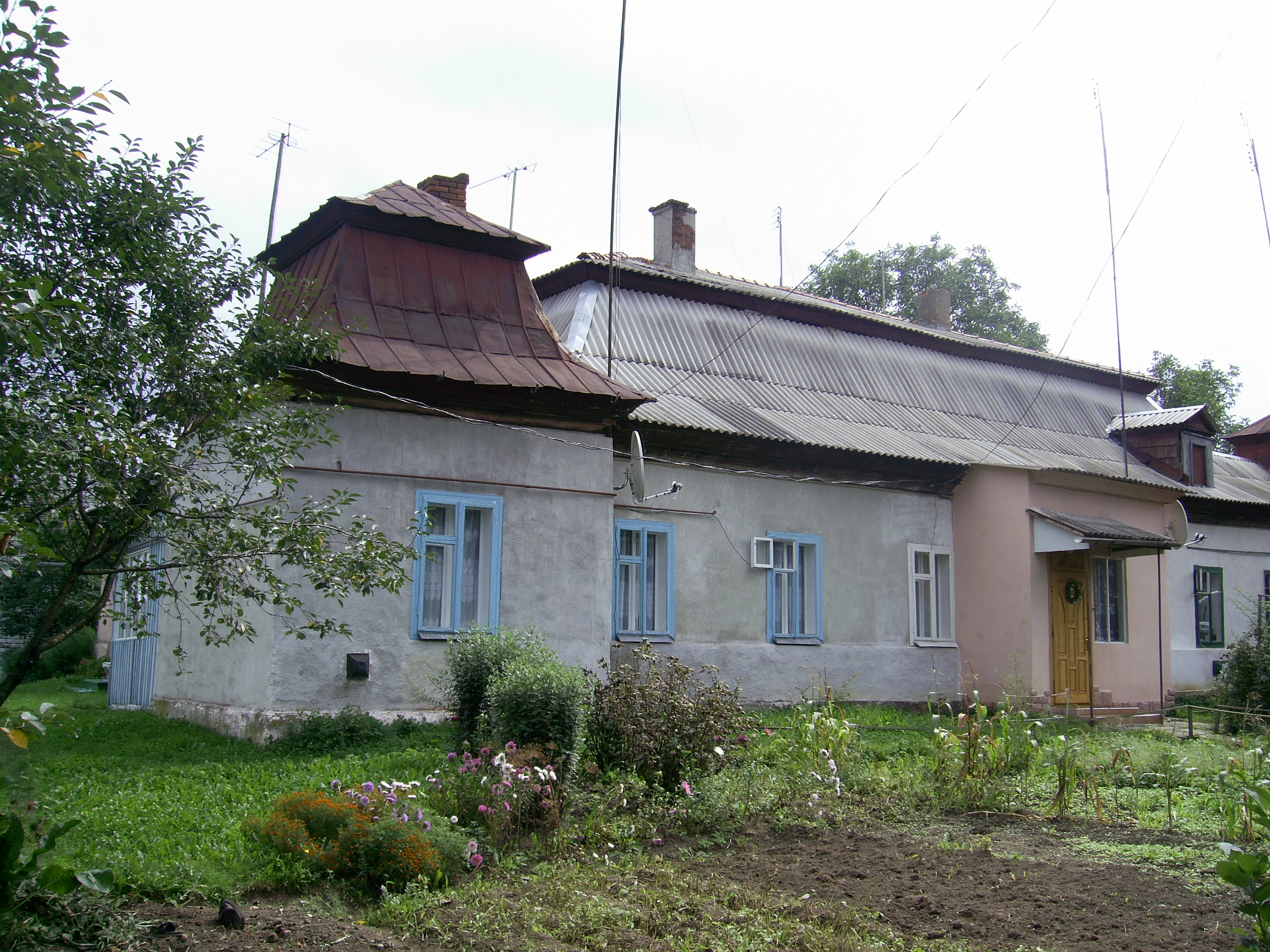
Перегінський замок у 2007 році

Замок знаходиться в центрі селища, біля річки Млинівка. Спочатку споруда виконувала функцію будинка-фортеці. Внутрішній двір оточувала довкола фортечна стіна — палісад, навколо двору був викопаний рів з водою, а також земляний вал з нахилом 45 градусів. Рів наповнювався водою з потічка Млинівка, який протікав до фортеці під гострим кутом, і таким чином вода ніколи не могла переповнити рів. Двір був віддалений від дороги та мав довжину 120 і ширину 90 метрів. Із західного боку фортеці височіли три сторожові вежі. У центральній із них знаходились головні ворота, які постійно були під охороною. Ворота були оббиті бляхою і мали розміри 5 метрів ширини і 7 метрів висоти. У головному замку, що був в посередині території, розміщувались панські покої. Інші дві прибудови слугували, як будинки прислуги, пекарня, корчма та інші господарські приміщення. Фортеця була не тільки хорошою спорудою оборонного значення, що служила шляхті захистом від селянських повстань та частих набігів татарських і турецьких завойовників, але й була тоді красивою архітектурною будівлею.
На сьогоднішній час зберігся тільки головний замок, який зараз є особистим помешканням для декількох сімей. Рів, вал, фортечна стіна та два додаткові будинки не збереглися.